# HomoloGene
HomoloGene est un outil du Centre national américain pour l'information en biotechnologie (NCBI) des États-Unis, plus spécialement un système de détection automatisée de gènes homologues parmi les gènes de plusieurs génomes eucaryotes complètement séquencés. Cet outil permet ainsi la recherche de gènes homologues, paralogues et orthologues basés sur la similarité des séquences de protéines,. La base de données Mouse Genome Informatics (en) utilise l'outil de recherche HomoloGene pour découvrir des relations de parenté entre les gènes de souris et les gènes de diverses espèces de vertébrés: humains, chimpanzés, macaques rhésus, chiens, bovins, rats, poulets, crapaud (Xenopus tropicalis) et poissons zèbres.